# Lac McArthur
Lac McArthur är en sjö i Kanada.   Den ligger i regionen Abitibi-Témiscamingue och provinsen Québec, i den sydöstra delen av landet, 230 km nordväst om huvudstaden Ottawa. Lac McArthur ligger 291 meter över havet. Arean är 0,15 kvadratkilometer. Den sträcker sig 0,4 kilometer i nord-sydlig riktning, och 0,8 kilometer i öst-västlig riktning.
I omgivningarna runt Lac McArthur växer i huvudsak blandskog. Trakten runt Lac McArthur är nära nog obefolkad, med mindre än två invånare per kvadratkilometer.